# Macrocentrus bicolor
Macrocentrus bicolor är en stekelart som beskrevs av Curtis 1833. Macrocentrus bicolor ingår i släktet Macrocentrus och familjen bracksteklar. Arten är reproducerande i Sverige. Inga underarter finns listade i Catalogue of Life.